# Amos Serem
Amos Serem, né le 28 août 2002, est un athlète kényan, spécialiste du steeple.

## Biographie
Amos Serem est le frère aîné de l'athlète Edmund Serem.
Il se distingue en 2021 en remportant, chez lui au Kenya, la médaille d'or du 3 000 m steeple lors des championnats du monde juniors de Nairobi.
Auteur d'un record personnel à 8 min 9 s 93 à Rome, le 9 juin 2022, il se classe troisième des Jeux du Commonwealth à Birmingham, devancé sur le podium par son compatriote Abraham Kibiwot et l'Indien Avinash Sable.

## Palmarès
| Date | Compétition                   | Lieu       | Résultat | Épreuve         | Temps         |
| ---- | ----------------------------- | ---------- | -------- | --------------- | ------------- |
| 2021 | Championnats du monde juniors | Nairobi    | 1er      | 3 000 m steeple | 8 min 30 s 72 |
| 2022 | Jeux du Commonwealth          | Birmingham | 3e       | 3 000 m steeple | 8 min 16 s 83 |
| 2024 | Jeux africains                | Accra      | 2e       | 3 000 m steeple | 8 min 25 s 77 |
| 2024 | Jeux olympiques               | Paris      | 14e      | 3 000 m steeple | 8 min 19 s 74 |

## Records
| Épreuve         | Performance  | Lieu  | Date           |
| --------------- | ------------ | ----- | -------------- |
| 3 000 m steeple | 8 min 2 s 36 | Paris | 7 juillet 2024 |